# 댄스빌 (미시간주)

댄스빌(Dansville)은 미국 미시간주 잉햄군 잉햄타운십의 마을이다. 미시간주의 도시 다운타운 랜싱으로부터 남동쪽으로 35킬로미터 떨어진 곳에 위치해 있다. 이 지역의 인구 수는 2010년 인구 조사 기준으로 563명이다.
댄스빌은 작은 마을로, 경제 대부분을 농업에 기반을 두고 있다.

## 인구
| 인구조사              | 인구 | Note  | %±     |
| --------------------- | ---- | ----- | ------ |
| 1870년                | 443  |       | —      |
| 1880년                | 440  |       | −0.7%  |
| 1890년                | 366  |       | −16.8% |
| 1900년                | 374  |       | 2.2%   |
| 1910년                | 349  |       | −6.7%  |
| 1920년                | 299  |       | −14.3% |
| 1930년                | 315  |       | 5.4%   |
| 1940년                | 351  |       | 11.4%  |
| 1950년                | 433  |       | 23.4%  |
| 1960년                | 453  |       | 4.6%   |
| 1970년                | 486  |       | 7.3%   |
| 1980년                | 479  |       | −1.4%  |
| 1990년                | 437  |       | −8.8%  |
| 2000년                | 429  |       | −1.8%  |
| 2010년                | 563  |       | 31.2%  |
| 2019 (추산)           | 569  | [ 1 ] | 1.1%   |
| U.S. Decennial Census |      |       |        |